# Bernard Kohn
Pour les articles homonymes, voir Kohn.
Bernard Kohn (né à Nogent-sur-Marne le 20 septembre 1931) est un architecte franco-américain. Il est considéré comme un « architecte humaniste ».

## Biographie
Bernard Kohn est né dans une famille juive. Ses parents ont émigré aux États-Unis en 1940 en raison de la menace nazie. Il étudie à Syracuse, Columbia et à l'université de Pennsylvanie, en suivant en particulier les cours de Louis Kahn.
Il est associé au mouvement du Nouvel urbanisme. Il a travaillé aux États-Unis et en Inde. C'est à Ahmedabad en Inde qu'il a co-fondé avec l'architecte Balkrishna Vithaldas Doshi l'école d'architecture connue aujourd'hui sous le nom de CEPT (Centre for Environmental Planning and Technology), dans le cadre d'un programme de la Fondation Ford. C'est dans ce contexte qu'il a initié le plan d'action pour la rivière Sabarmati qui arrose Ahmedabad et qui a donné lieu à plusieurs colloques et plans depuis cette date.
Il est rentré en France en 1969 comme architecte conseil pour le ministère de l’Équipement et devient rapidement professeur d'architecture, fonction dont il démissionnera ensuite. Il a également été conseiller pédagogique au ministère des Affaires culturelles.
Entre 1980 et 2011, il exerce comme architecte à Saint-Mandé (Val-de-Marne) et construit de nombreux bâtiments dont le Centre d'action culturelle de Saint-Avold, l'ambassade de France au Mexique, la cité judiciaire de Clermont-Ferrand ou le Palais de justice de Montpellier. Il a également conçu l'aménagement de six stations de la ligne 14 du métro de Paris, ainsi que des stations du métro de Turin entre 2006 et 2011. Une de ses œuvres, le Totem de lumière, est exposé plage du phare à Alfortville.
Il a été influencé par l’œuvre de l’urbaniste écossais Patrick Geddes, qu’il n’a eu de cesse de promouvoir.

## Réalisations et projets

### Chronologie de ses réalisations
- 1982-1985 : centre d'action culturelle Pierre-Messmer de Saint-Avold, 1982, place de la Commune, Les Epinettes, Evry-Courcouronnes
- 1987-1991 : la cité Royer-Bendélé, rue Royer-Bendélé, les Grésillons, Gennevilliers
- 1985-1992 : la cité judiciaire de Clermont-Ferrand, 16, place de l'Étoile, Clermont-Ferrand
- 1990-1994 : rénovation du théâtre du Vieux-Colombier[9], 21 rue du vieux Colombier, Paris
- 1985-1995 : ambassade de France, Campos Elíseos 339, Mexico
- 1990-1998 : charte architecturale et 6 stations de la ligne 14 Météor, Turin
- 1992-1996 : le Palais de justice de Montpellier, Montpellier
- 1999 : réhabilitation de l'aéroport de La Réunion-Roland-Garros, Sainte-Marie[10]

## Exposition
- 2012 : Bernard Kohn, architecte : de la pensée aux projets[5]